# Женщина на солнце
«Женщина на солнце» (англ. A Woman in the Sun) — картина американского художника-реалиста Эдварда Хоппера, написанная в 1961 году. Хранится в нью-йоркском Музее американского искусства Уитни. Считается наиболее значительной из поздних работ художника.

## Описание
Мотив женщины в комнате с одним или двумя окнами — один из самых популярных в творчестве Эдварда Хоппера (например, «Девушка за швейной машиной» или «Комната в Нью-Йорке»). Данная картина может показаться продолжением предыдущих полотен художника, однако следует отметить, что атмосфера, освещение и символизм значительно отличаются от других полотен художника .
Сама комната меблирована скромно. Таким образом, вся лишняя обстановка исчезает, чтобы не отвлекать внимание зрителя от главной героини: женщины, стоящей в лучах солнца, падающих из окна. Помещение выглядит достаточно условно, без точности в изображении немногочисленных деталей. А вот освещённое тело женщины написано достаточно тщательно. Статическая фигура героини кажется застывшей во времени . В целом в поздних работах Хоппера женские фигуры в солнечном свете представлены особенно часто, причём значение солнца продолжает возрастать, пока оно окончательно не вытеснило женские образы на картине «Солнце в пустой комнате» 1963 года.
По сути, модель художника стареет вместе с ним — это неизменная натурщица Хоппера в течение многих лет — его жена Джозефина (ей было 78 лет на момент создания этой картины). Фигура этой женщины становится источником противоречивых чувств. С одной стороны, её упругое и сильное тело, высокая талия придают ей несгибаемый и решительный вид; с другой же, её тронутая возрастом нагота, её одиночество, наоборот, подчёркивают её слабость и хрупкость.

## Критика
Искусствоведы видели и видят в портретах Хоппера прежде всего документально подтверждённые «одиночество», «изоляцию» или «тоску», что отражается в бесплодной пустоте внешнего мира. Сам Хоппер не хотел переоценивать «причину одиночества», но в то же время предположил, что концепция одиночества в конечном итоге выражает все состояния человека. Тем не менее его полотна всегда показывают тоску и надежду на неизвестное, которое находится за пределами изображённого и на которое направлен взгляд Женщины на солнце. В отличие от рисунков в работах Хоппера «Полдень» и «Утреннее солнце», модель на этой картине сознательно подвергает себя воздействию солнечного света и не защищает себя от него ни тканью, ни прикрывающейся осанкой.
Существует вопрос относительно того действительно ли супруга художника так прекрасно сохранилась в свои пожилые годы, или Эдвард Хоппер все же пошёл на компромисс и выступил в данной работе как лакировщик действительности.